# André Fufuca
André Luiz de Carvalho Ribeiro, ou surnommé André Fufuca, né le 27 août 1989 à Santa Inês, est un médecin et homme politique brésilien. Il est député depuis le 1er février 2015 et président du groupe Progressistes à la Chambre des députés.

## Biographie

### Parcours politique

#### Député d'État de Maranhão
En 2010, il est élu député d'État de Maranhão à seulement 21 ans par le PSDB, tandis qu'il étudie encore la médecine, André Fufuca devient le plus jeune député d'État.
Au cours de son mandat, André Fufuca préside la commission des affaires municipales et du développement régional, où il promeut et défend le municipalisme, et la commission de la santé.

#### Député fédéral et président de Progressistes à la Chambre
Lors des élections parlementaires de 2014, André Fufuca est élu député fédéral de l'État de Maranhão avec le parti Patriota, obtenant 56 879 voix.
Au cours de sa première année de mandat, il est rapporteur de la commission d'enquête parlementaire sur la mafia des attelles et des prothèses au Brésil.
Au cours de la deuxième année, il est le plus jeune coordinateur d'un banc parlementaire de l'histoire du pays. Le 6 mai 2015, il vote en faveur d'un texte qui durcit les règles en matière d'assurance chômage et de primes salariales.
En 2016, il rejoint le parti Progressistes. Le 17 avril 2016, il vote en faveur de l'ouverture d'une procédure de destitution contre la présidente Dilma Rousseff. Le 14 juin suivant, il soutient le président de la Chambre des députés Eduardo Cunha, en votant contre sa destitution au sein de la commission d'éthique de la Chambre.
En février 2022, André Fufuca est élu président du groupe Progressistes à la Chambre des députés. Quelques mois après sa réélection lors des élections parlementaires de 2022, il est réélu président du groupe avec 37 voix en décembre 2022.

#### Ministre des Sports du gouvernement Lula
À partir de juillet 2023, Lula décide l'ouverture de son gouvernement à deux nouveaux partis du centrão, PP et les Républicains. Le ministre Alexandre Padilha annonce qu'André Fufuca serait le choix du gouvernement pour être nommé ministre.
Le dirigeant des Progressistes à la Chambre est réputé proche du président du parti Ciro Nogueira et considéré comme « l'élève » d'Arthur Lira (pt).
Le 6 septembre 2023, il est nommé ministres des Sports du troisième gouvernement de Lula, remplaçant Ana Moser et démontrant le renforcement du centrão.